# Фицуильям, Уильям
Сэр Уильям Фицуильям (1526—1599) — английский государственный деятель, лорд-юстициарий Ирландии, затем лорд-наместник Ирландии (1571—1575, 1588—1594). Член парламента от Питерборо и представитель графства Карлоу в Ирландской палате общин.

## Ранняя жизнь
Фицуильям родился в Милтон-холле, графство Нортгемптоншир, старший сын сэра Уильяма (? — 1576) и внук Уильяма Фицуильяма (1460—1534), шерифа Лондона, который был казначеем и камергером кардинала Уолси и купил Милтон-Холл в 1506 году. По материнской линии Фицуильям состоял в родстве с графом Бедфордом, которому был обязан своим знакомством с королем Эдуардом VI Тюдором.

## Семья

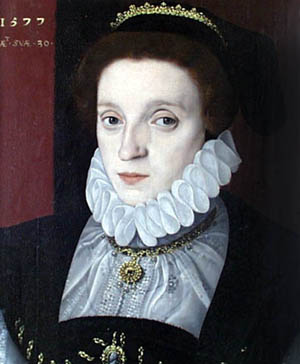
Энн (Сидни) Фицуильям, 1577 год

В 1543 году Фицуильям женился на Энн (Агнес) Сидни (? — 1602), дочери сэра Уильяма Сидни из Пенсхерст-Плейс. Она была сестрой Фрэнсис Рэдклифф, графини Сассекс, которая основала колледж Сидни Сассекс в Кембридже. Её брат, сэр Генри Сидни, был женат на леди Мэри Дадли, и они были родителями Мэри Сидни, сэра Филиппа Сидни и Роберта Сидни, 1-го графа Лестера. Среди её зятьев были сэр Уильям Дормер, сэр Джеймс Харингтон и Томас Рэдклифф, 3-й граф Сассекс. Фицуильямы были родителями пятерых детей:
- Сэр Уильям Фицуильям (? — 1618) из Гейнспарка и Милтон-Холла. Он был депутатом парламента от Питерборо в 1571, 1584 и 1586 годах. Он женился на Уиннифред, дочери сэра Уолтера Милдмэя и племяннице сэра Фрэнсиса Уолсингема. Их сын Уильям был титулован 1-м бароном Фитцуильямом в 1620 году[1].
- Джон Фицуильям (1554—1612)
- Энн Фицуильям
- Филиппа Фицуильям (? −1596), замужем за сэром Томасом Кенингсби из Хэмптон-корта, графство Херефордшир. Это были родители Фицуильяма Конингсби.
- Мэри Фицуильям (? — 1601), замужем за сэром Ричардом Дайером из Грейт-Стотона[2].

## Член парламента
Был избран депутатом парламента от Питерборо в октябре 1553 года, в 1559 году и заменил умершего действующего члена парламента в 1581 году.

## Ирландская карьера
В 1559 году Уильям Фицуильям был назначен вице-казначеем Ирландии и избран членом Ирландской палаты общин, чтобы представлять графство Карлоу. Его поведение в качестве казначея вызвало обвинения в коррупции против него, и хотя они никогда не были доказаны, они преследовали его на протяжении всей его карьеры. С 1559 по 1571 год Уильям пять раз исполнял обязанности лорда-юстициария Ирландии (во время отсутствия графа Сассекса и его преемника сэра Генри Сидни). В 1571 году он был назначен на должность самого лорда-наместника Ирландии, но, как и королева Елизавета с другими слугами он получал скудные и нечастые наделы из казны. Таким образом, его правление в Ирландии было отмечено нищетой и сопутствующими ей пороками, неэффективностью, мятежами и общим беззаконием.
Фицуильям сильно поссорился с лордом-президентом Коннахта сэром Эдвардом Фиттоном (1527—1579), но в 1574 году ему все же удалось склонить беспокойного графа Десмонда к покорности. Ему не понравилась колониальная экспедиция графа Эссекса в Ольстер, и он снова поссорился с Фиттоном. После тяжелой болезни ему разрешили уйти в отставку.
После своего возвращения в Англию в 1575 году Уильям Фицуильям был назначен губернатором замка Фотерингей, где он руководил исполнением смертного приговора Марии Стюарт, королеве Шотландии.
В 1588 году Фицуильям снова был в Ирландии в качестве лорда-наместника, и хотя он был стар и болен, он проявил большую активность в руководстве экспедициями и нашел время поссориться с сэром Ричардом Бингемом (1528—1599), новым лордом-президентом Коннахта. Он сильно полагался на лорда-верховного судью Ирландии сэра Роберта Гардинера и отказывался от его просьб об отставке по состоянию здоровья, говоря, что Гардинер был настолько «мудр, умерен и полезен», что его нельзя было пощадить, несмотря на его сильную нагрузку.
Его предшественником на этом посту был сэр Джон Перрот. Уильям Фицуильям немедленно ухватился за возможность дискредитировать его, поддержав обвинения священника-отступника в том, что Перрот сговорился с королем Испании Филиппом II свергнуть королеву Англии. Обвинения были дикими, но таков был импульс критики, что Джон Перрот был осужден за измену в Вестминстере и умер в ожидании смертного приговора в 1591 году.
Фицуильям с самого начала проводил агрессивную политику в Коннахте и Ольстере. Эта политика нарушила условия, которые в предыдущие годы обеспечивали необычайный мир на большей части острова. В 1588 году большая часть Испанской Армады потерпела крушение у берегов Ирландии, и Фицуильям отдал приказ казнить до 2 тысяч выживших испанцев.
Испанская угроза была легко устранена, и Фицуильям усилил давление на тех ольстерских лордов, которые были верны графу Хью Тирону. Один из этих лордов, Мак-Магон, был казнен королевской властью в Монахан-Тауне в 1591 году, и стало ясно, что дублинское правительство намерено полностью ограничить власть гэльских вождей Ольстера. Хотя граф Хью Тирон продолжал демонстрировать свою лояльность английской короне, курс был взят на борьбу, и он поднял восстание в 1595 году, в начале Девятилетней Войны.
В 1594 году навсегда покинул Ирландию и через пять лет умер в Милтон-холле.